# Intensivt landbrug
Intensivt landbrug kaldes den form for landbrug, hvor man udnytter produktionsmulighederne (f.eks. jord, afgrøder, maskiner og dyr) så effektivt som muligt. Det modsatte kaldes ekstensivt landbrug, og det har været den gængse fremgangsmåde i lange perioder.
Hvis en landmand mangler jord eller andre produktionsmidler, men skal have virksomheden til at give overskud, f.eks. i form af et godt høstudbytte, så skal han/hun udnytte alle de naturgivne og tekniske muligheder til det yderste.
Det intensive landbrug er en forholdsvis moderne produktionsmåde i de vestlige lande, men den findes og har eksisteret længe i lande, hvor kunstvanding og frugtbar jord gør det muligt at høste flere gange om året. I disse lande skyldes intensiteten, at man ofrer meget arbejdskraft i alle faser af dyrkningen. Hos os ligger det intensive i planteforædling, mekanisering og brug af kemiske stoffer (kunstgødning og bekæmpelsesmidler), sådan at der opnås store udbytter målt pr. ha. Omvendt forholder det sig med energiregnskabet, for der bruges store mængder af energi til transport, jordbehandling, høst og opbevaring af afgrøderne. Det er yderligere en afgørende faktor i det intensive landbrugs succes, at kalorier, bundet i fødevarer, er dyrere end kalorier fra brændstof.

## Note
1. ↑  Hans Folke: ’’intensivt landbrug’’ i ’’Den Store Danske’’, Gyldendal.